# Emich I. (Worms)

Wappenschild der Raugrafen

Emich I. von Worms, auch Emicho I. († 24. Juli 1299) war von 1294 bis 1299 Bischof von Worms.

## Herkunft und Familie
Er entstammte der Familie der Raugrafen (öfter auch Raugrafen von Baumburg) und wurde geboren als Sohn von Raugraf Heinrich I. sowie seiner Gattin Agnes von Saarbrücken, einer Tochter des Grafen Simon II. von Saarbrücken. Einige Genealogen des frühen 19. Jahrhunderts nennen zuweilen auch den Vatersbruder Raugraf Ruprecht II. 1281 (Linie Altenbaumburg) und seine Gemahlin Elisabeth von Hohenfels als Eltern.

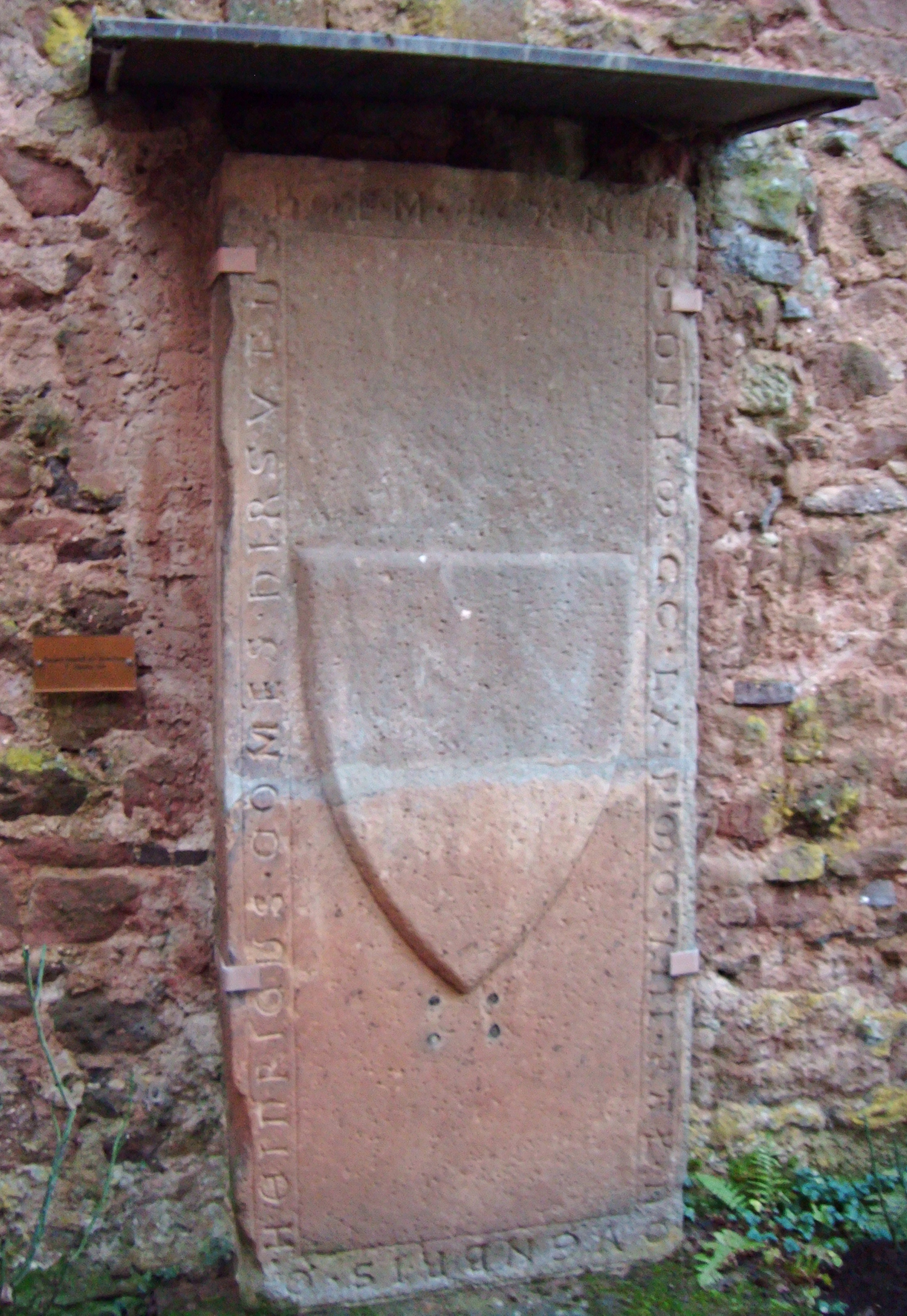
Grabplatte des Vaters, Raugraf Heinrich I. († 1261), Kloster Rosenthal (Pfalz)

Der Speyerer Bischof Konrad von Eberstein († 1245) und Eberhard IV. von Eberstein († 1263), Gründer des pfälzischen Klosters Rosenthal, waren Brüder seiner Großmutter Raugräfin Hedwig geb. von Eberstein; die Hl. Hedwig und Königin Gertrud von Ungarn deren Cousinen.
Sein Vater Raugraf Heinrich I. wurde der Begründer der Neu Baumburger Linie des Geschlechtes. Dessen Leben war von einer großen Tragik überschattet, da er unschuldig in ein fürstliches Eifersuchtsdrama mit tödlichem Ausgang geriet. Er begleitete den Bayernherzog Ludwig den Strengen 1255/1256 auf einem Kriegszug und dessen Gattin Maria von Brabant richtete an beide Briefe, die man verwechselte. Aufgrund einer missverständlichen Formulierung in dem an den Herzog ausgehändigten Brief für Raugraf Heinrich, vermutete ersterer einen Ehebruch seiner Gattin und ließ sie am 18. Januar 1256 enthaupten. Infolge dieser Ereignisse geriet das Leben von Bischof Emichs Vater aus der gewohnten Bahn und er starb bereits im Jahre 1261. Seine Todesumstände sind ungeklärt, manche Quellen behaupten, er sei ebenfalls ein Opfer der Rache Herzog Ludwigs geworden, andere berichten, er sei als Mönch gestorben.
Brüder des Vaters waren die Wormser Bischöfe Eberhard I. und Friedrich I.; die Mutter hatte Graf Friedrich II. von Leiningen und Bischof Heinrich II. von Saarbrücken zu Brüdern.

## Leben und Wirken
Emich trat in den geistlichen Stand und war 1293 Dompropst zu Worms. Im November dieses Jahres verstarb der dortige Bischof Eberhard II. von Strahlenberg. Daraufhin wählte das Domkapitel 1294 Raugraf Emich einstimmig zum neuen Oberhirten. Er wurde vom Papst bestätigt und erhielt die Bischofsweihe vom Mainzer Erzbischof Gerhard II. von Eppstein.
In Worms bestanden schon länger Querelen zwischen den Stadtpatriziern  und den Bürgern bzw. Zünften. In diesem Streit stellte sich Bischof Emich auf die Seite der Bürger und konnte damit die Mehrheit der Bevölkerung an sich binden. Er war – auch wegen seiner Wohltätigkeit – bei den Wormsern sehr beliebt. Der Raugraf bemühte sich um Erneuerung des religiösen Lebens und erlaubte den Karmelitern sowie den Augustinern, sich dauerhaft in Worms niederzulassen. Daran erinnern hier gegenwärtig u. a. noch die Karmeliterstraße und die Karmeliterschule. Bei der von ihm gestifteten Marienkapelle in der Mainzer Vorstadt gründete er 1298 ein Kollegiatstift für 12 Geistliche, welches er nach Kräften förderte. Es ist das spätere Liebfrauenstift, mit der dort heute noch bestehenden Kirche. Im gleichen Jahr gab er seiner Großcousine, Gräfin Agnes von Leiningen (Gattin Otto I. von Nassau) die Erlaubnis, in Abenheim ein Kloster zu gründen, als dessen Rest man die heutige Klausenbergkapelle vermutet.
Im November 1298 besuchte Bischof Emich den von König Albrecht I. einberufenen Reichstag in Nürnberg. Nach seiner Rückkehr erkrankte er schwer und starb am 24. Juli des folgenden Jahres.

Laut den Historikern Friedrich Zorn und Johann Friedrich Schannat († 1739) wurde Bischof Emich I. im Ostchor des Wormser Domes „vor dem Pult“ beigesetzt. Nach seinem eigenen Willen begrub man ihn nicht in kostbaren Gewändern, sondern in einer einfachen Mönchskutte. Friedrich Zorn berichtet in der Wormser Chronik über ihn:

„Von diesem Emichone schreibt man, daß er ein ehrbarer, frommer Mann gewesen, der armen Leuten viel guts gethan hab und unter sie reichliche almosen ausgetheilt.“

Der neuzeitliche Kirchenhistoriker Friedhelm Jürgensmeier charakterisiert Raugraf Emich I. folgendermaßen:

„Der schon zu Lebzeiten beliebte Bischof Emicho ließ sich in einer Mönchskutte begraben. Man rühmte seine Frömmigkeit und Aufgeschlossenheit gegenüber der Not der Armen“

Der Wormser Bischof Heinrich III. von Daun († 1319) war sein Neffe und als Dompropst 1298 an der Gründung des Liebfrauenstiftes beteiligt.